# Fanfare "St. Cecilia", Ubachsberg
Fanfare "St. Cecilia", Ubachsberg is een fanfareorkest uit Ubachsberg, een dorp in de gemeente Voerendaal. Het orkest is opgericht op 12 juli 1909 en aangesloten bij de Limburgse Bond van Muziekgezelschappen.

## Geschiedenis
Omdat voor de muzikale begeleiding van de parochiale processie steeds een beroep doen gedaan moest worden op een muziekvereniging uit de streek, wat ook nog eens geld kostte, besloot men in 1909 een eigen fanfare op te richten. Als eerste dirigent werd de plaatselijke hoofdonderwijzer L. Leclou benoemd. Tijdens een algemene vergadering van de inwoners van het dorp meldden zich 34, meest jonge, mannen, die een fanfare-instrument wilden leren bespelen. Er werd twee keer per week gerepeteerd en al spoedig werden de dorpsactiviteiten met de eigen fanfare opgeluisterd.
Na korte tijd liet de fanfare buiten de dorpsgrenzen en zelfs buiten de landsgrenzen van zich horen; zo werd er in 1910 deelgenomen aan een groot muziekfestival te Amstenrade en in 1913 verzorgde de fanfare een optreden bij de Wereldtentoonstelling van 1913 te Gent.
Tijdens de Eerste Wereldoorlog volgde een algemene inzinking. Daarna werd Leclou weer dirigent. In 1929 legde Leclou de dirigeerstok van het fanfareorkest, dat op dat moment bestond uit 30 muzikanten, neer. Hij werd opgevolgd door de saxofonist P. Zinzen.
In de jaren 30 volgden grote financiële problemen. Bij het 25-jarig jubileum in 1934 bestond het orkest uit 31 spelende muzikanten. In 1937 nam Joseph Dumont uit Bocholtz de muzikale leiding over. Onder zijn leiding steeg het muzikale niveau.
In 1942 staakt de vereniging al haar activiteiten, omdat het bestuur weigerde zich aan te sluiten bij de door de Duitse bezetter verplicht gestelde Kultuurkamer en de Duitsers op verschillende plaatsen instrumenten in beslag had genomen. Na de oorlog begon het musiceren opnieuw en was de fanfare spoedig weer op het vooroorlogse muzikale niveau.
In 1948 volgde H. Aerts uit Voerendaal Dumont op als dirigent. Aerts durfde het aan om in 1951 deel te nemen aan muziekconcoursen te Geistingen (België) en Grathem. Vanaf 1954 liep het ledenaantal terug en 1958 eindigde met een verenigingscrisis, met slechts 27 resterende leden, waarvan 14 muzikanten. Aerts legde in 1958 de dirigeerstok neer.
Hij werd opgevolgd door Wil Jacobs uit Simpelveld. Onder zijn leiding begion de fanfare aan een ongekende opmars. In nog geen 15 jaar bouwde hij van een afbraakfanfare een toporkest. In 1960 startte de opmars en nam Jacobs voor het eerst deel aan een Bondsconcours met de fanfare en meteen promoveerde het orkest naar de afdeling Uitmuntendheid. In 1962 promoveerde hij met het orkest naar de ereafdeling en in 1965 werd de hoogste afdeling bereikt. Daarna volgden o.l.v. dirigent Jacobs landstitels (1970) en wereldtitels (1974 en 1981).
Van 1992 tot en met 2008 stond de fanfare onder leiding van Sjef Ficker. Ficker, inmiddels afgesturdeerd aan het Conservatorium van Maastricht, had zijn eerste muzikale opleiding gevolgd binnen de eigen fanfare. Onder zijn leiding werden de muzikale successen voortgezet.
In 2009 treedt Sjef Ficker terug als dirigent van de fanfare. 
Heeft de vereniging in de afgelopen 50 jaar slechts 2 dirigenten gekend, wat er volgt is een periode van kort op elkaar volgende dirigenten.  Allereerst de uit eigen leden voortkomende Victor Vaessen die na korte termijn wordt opgevolgd door Jos Paffen en in 2014 door Georges Moreau (B). In de periode 2018-2022 staat de vereniging onder leiding van Wiek Maessen.

## Landskampioen
De fanfare promoveerde vanaf 1960 van de 1e afdeling tot in 1965 in de afdeling Superieur van de Federatie van Katholieke Muziekbonden in Nederland (FKM). Bij het federatief concours op 12 december 1970 te Roosendaal werd het orkest met ruim 50 muzikanten landskampioen van de FKM in de sectie fanfare, afdeling Superieur en behaalde hiermee de oranje kampioenswimpel.

## Wereldkampioen
Tijdens het 7e Wereld Muziek Concours (WMC) te Kerkrade in 1974 behaalde de fanfare met dirigent Wil Jacobs 342 punten, goed voor een eerste prijs met lof van de jury. Met dit puntenaantal werd zij tegelijkertijd wereldkampioen in de sectie fanfareorkest. Op het 9e WMC te Kerkrade in 1981 veroverde St. Cecilia met dezelfde dirigent opnieuw de wereldtitel in de sectie fanfareorkest.

## Eigen concert- en repetitieruimte
In 1978 werd met eigen bouwvakkrachten het oude schoolgebouw in Ubachsberg verbouwd tot een 350 zitplaatsen tellende eigen concertzaal en repetitieruimte.
In 2018 werd de in eigen beheer hebbende fanfarezaal overgedragen aan de gemeente en omgebouwd tot Multifunctioneel Centrum voor alle verenigingen van Ubachsberg.

## Superafdeling
Vanaf de oprichting van de concertafdeling in 1985 maakte Ubachsberg tot 2009 deel uit van de "superafdeling", de concertafdeling. De fanfare kwam vijf keer tijdens een concours uit in deze afdeling, voor het eerst in 1986, onder leiding van Wil Jacobs. In 1992 en 2003 werd er onder leiding van dirigent Sjef Ficker in deze afdeling de landstitel en bijbehorende gouden wimpel behaald. In 1997 werd in deze afdeling tijdens het 13e WMC te Kerkrade 334 1/2 punten behaald. In 2009 lukte het de fanfare niet om zich te handhaven in de concertafdeling.

## Tegenwoordig
Naast het fanfareorkest heeft de vereniging ook een jeugd-fanfareorkest.
Het orkest komt uit in de tweede divisie.

## Dirigenten
| 1909 - 1929  | Leo Leclou      |
| 1929 - 1930  | Math Slangen    |
| 1930 - 1937  | Piet Zinzen     |
| 1937 - 1948  | Joseph Dumont   |
| 1948 - 1958  | Hein Aerts      |
| 1958 - 1989  | Wil Jacobs      |
| 1989 - 2008  | Sjef Ficker     |
| 2009 - 2010  | Victor Vaessen  |
| 2011 - 2014  | Jos Paffen      |
| 2014 - 2018  | Georges Moreau  |
| 2018 - 2022  | Wiek Maessen    |
| 2023 - heden | Henrico Stevens |

## Concertreizen
| Jaar | Land                | Locatie                                                                 |
| ---- | ------------------- | ----------------------------------------------------------------------- |
| 1970 | Duitsland           | Vierdaagse reis naar Grünwettersbach, Schwarzwald, Duitsland            |
| 1971 | Duitsland           | Driedaagse reis naar Grünwettersbach, met concoursdeelname in Karlsruhe |
| 1976 | Frankrijk           | Tweedaagse reis naar Draveil, Frankrijk                                 |
| 1976 | Verenigd Koninkrijk | Vijfdaagse reis naar Loughborough, Engeland                             |
| 1978 | Duitsland           | Driedaagse reis naar Unterstadion, Duitsland                            |
| 1979 | Duitsland           | Driedaagse reis naar Ellhofen, Duitsland                                |
| 1990 | Duitsland           | Concertreis naar Bingen-Dromersheim                                     |
| 1994 | Duitsland           | Concertreis naar Mömbris-Schimborn                                      |